# Сланинова, Ива
Ива Сланинова (чеш. Iva Slaninová, 1962, Чехословакия) — чехословацкая ориентировщица, призёр чемпионата мира по спортивному ориентированию в эстафете.
В 1984 году принимала участие на чемпионате мира по спортивному ориентированию среди студентов.
В 1987 году Ива Сланинова — участница чемпионата мира по спортивному ориентированию, проходившем во Франции.
На классической дистанции заняла 21 место, а в составе женской эстафетной команды (Ива Калибанова,
Ива Сланинова, Ада Кухаржова и Яна Галикова) завоевала бронзовые медали.